# Distrito fitogeográfico subantártico del pehuén

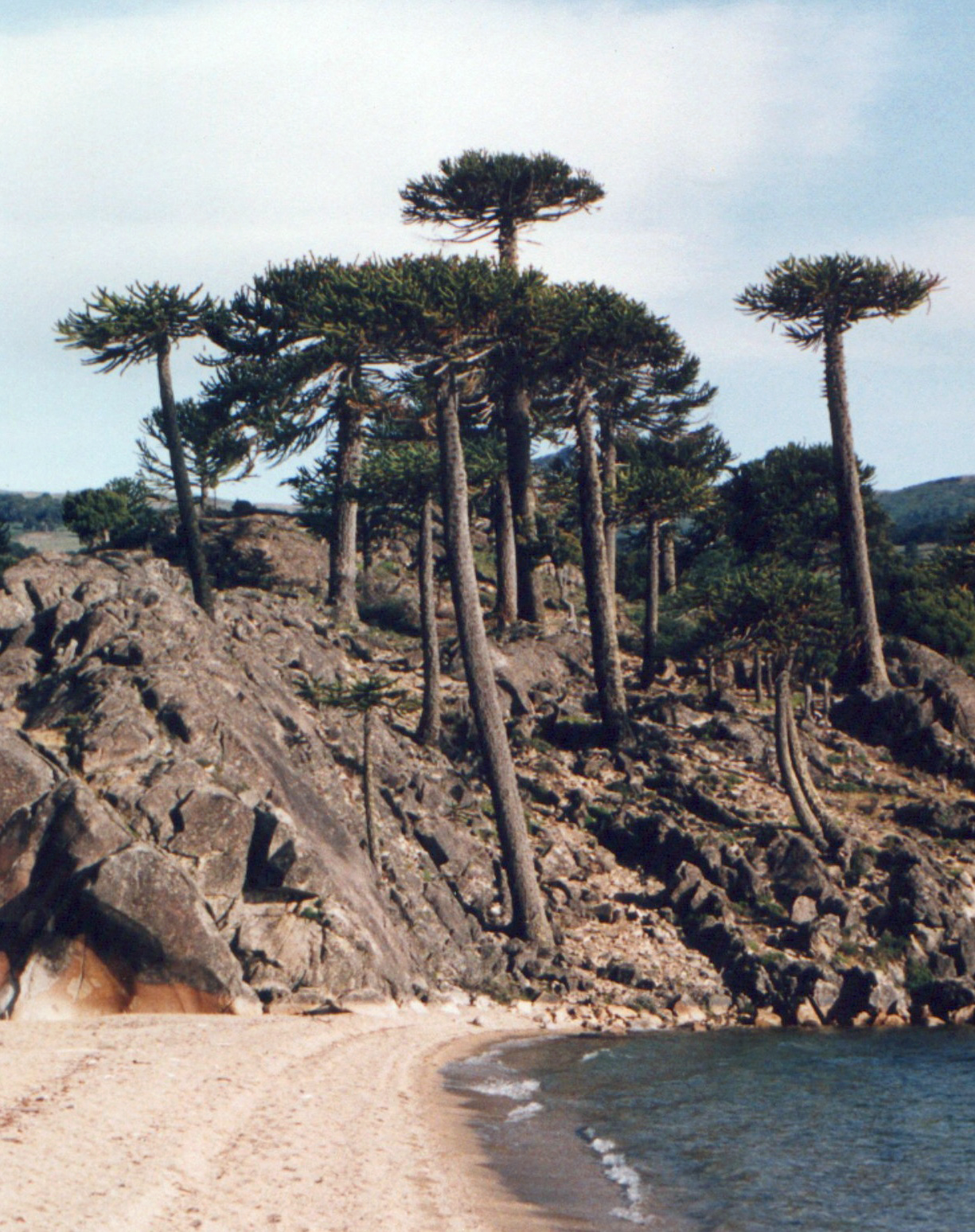
Pehuenes en el Lago Rucachoroi. El pehuén es el árbol emblemático de esta formación.

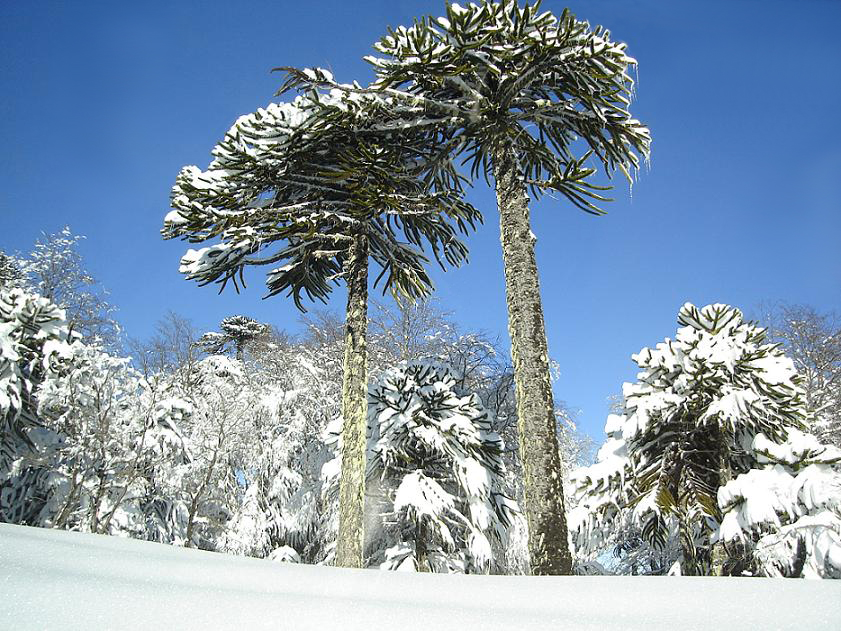
Araucarias en invierno, en el Parque Nacional Conguillío.

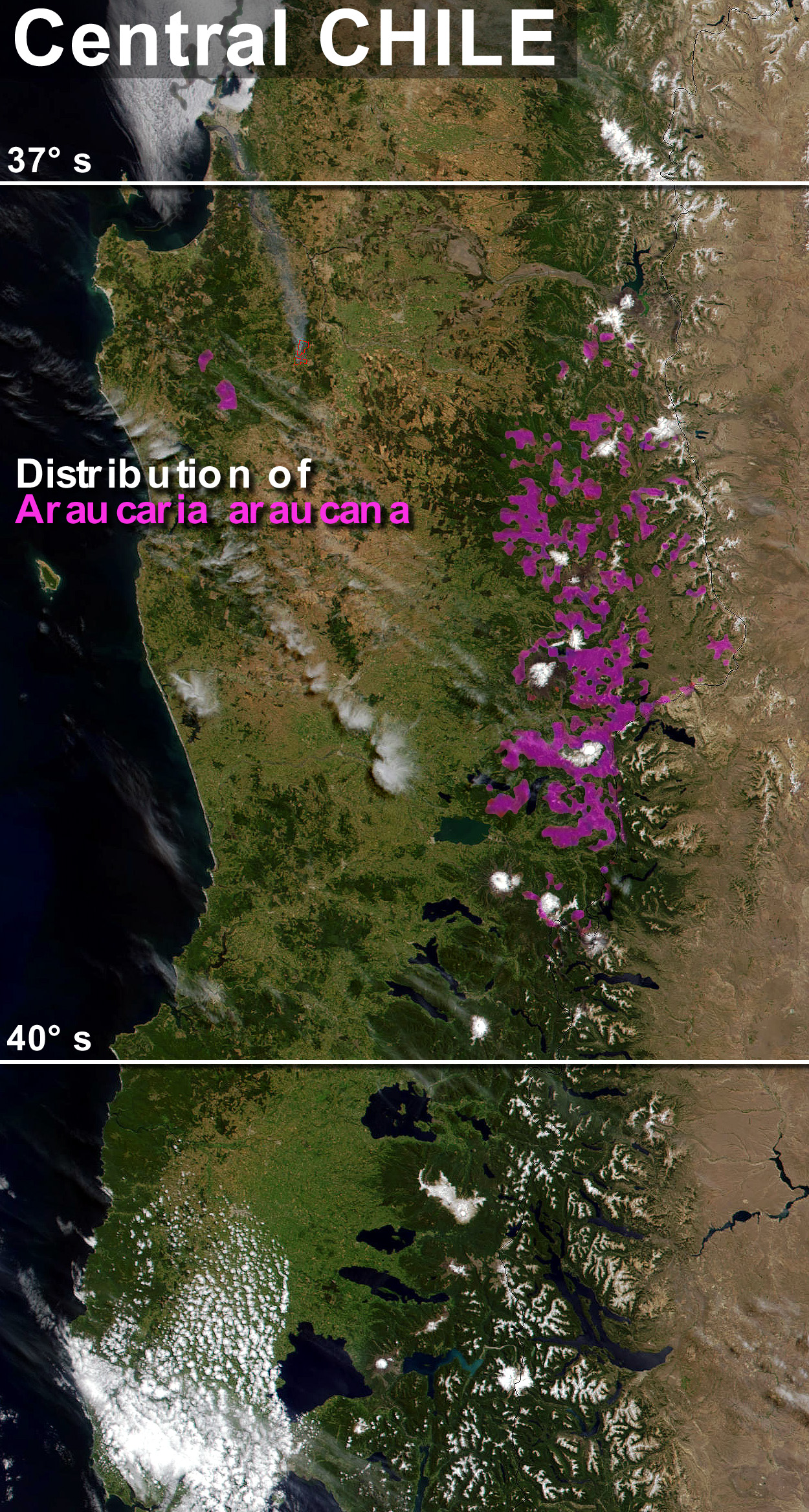
Mapa del Distrito fitogeográfico del Pehuén.

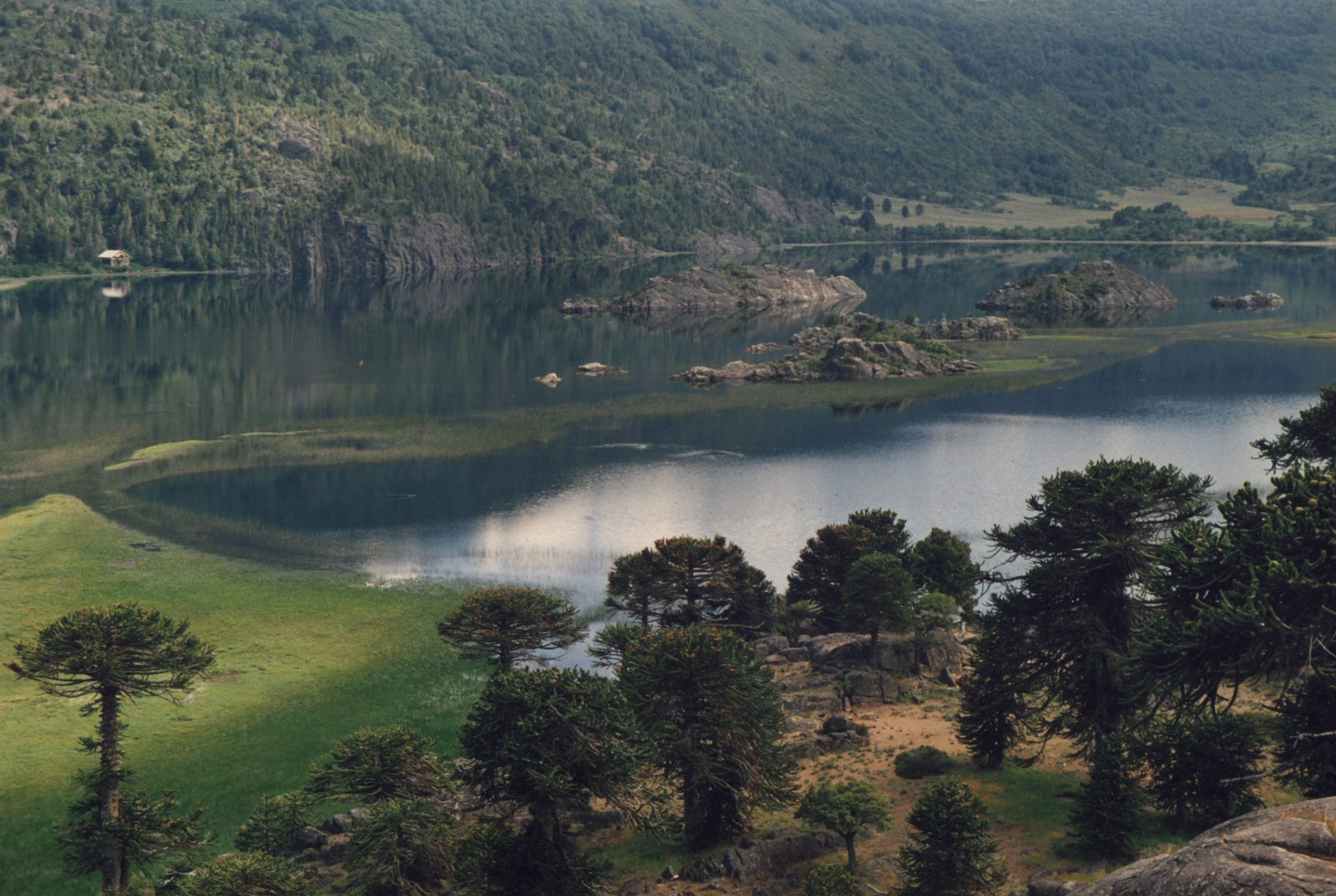
Bosques de este distrito en la zona del Lago Pulmari.

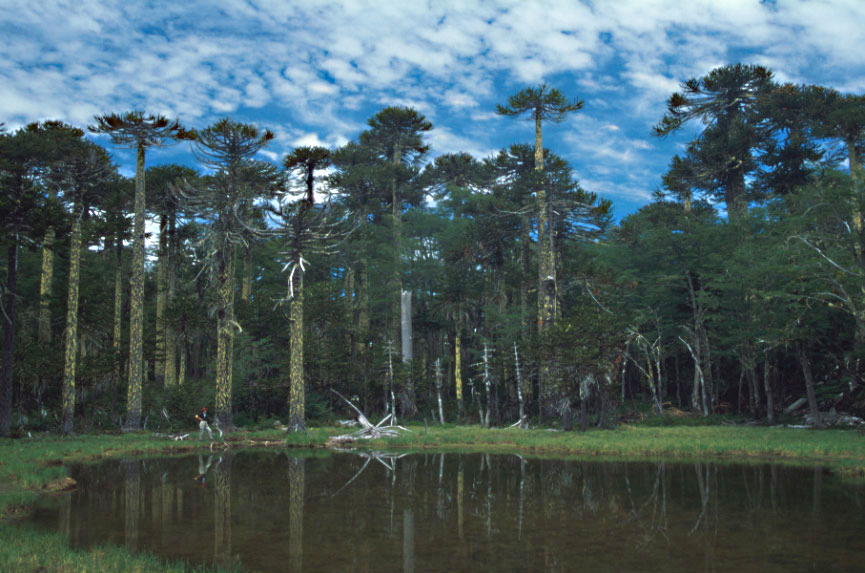
Bosques de este distrito en la zona de la laguna Los Patos, Sendero de los Lagunas, Parque Nacional Huerquehue, en la Región Araucanía, en el sur de Chile.

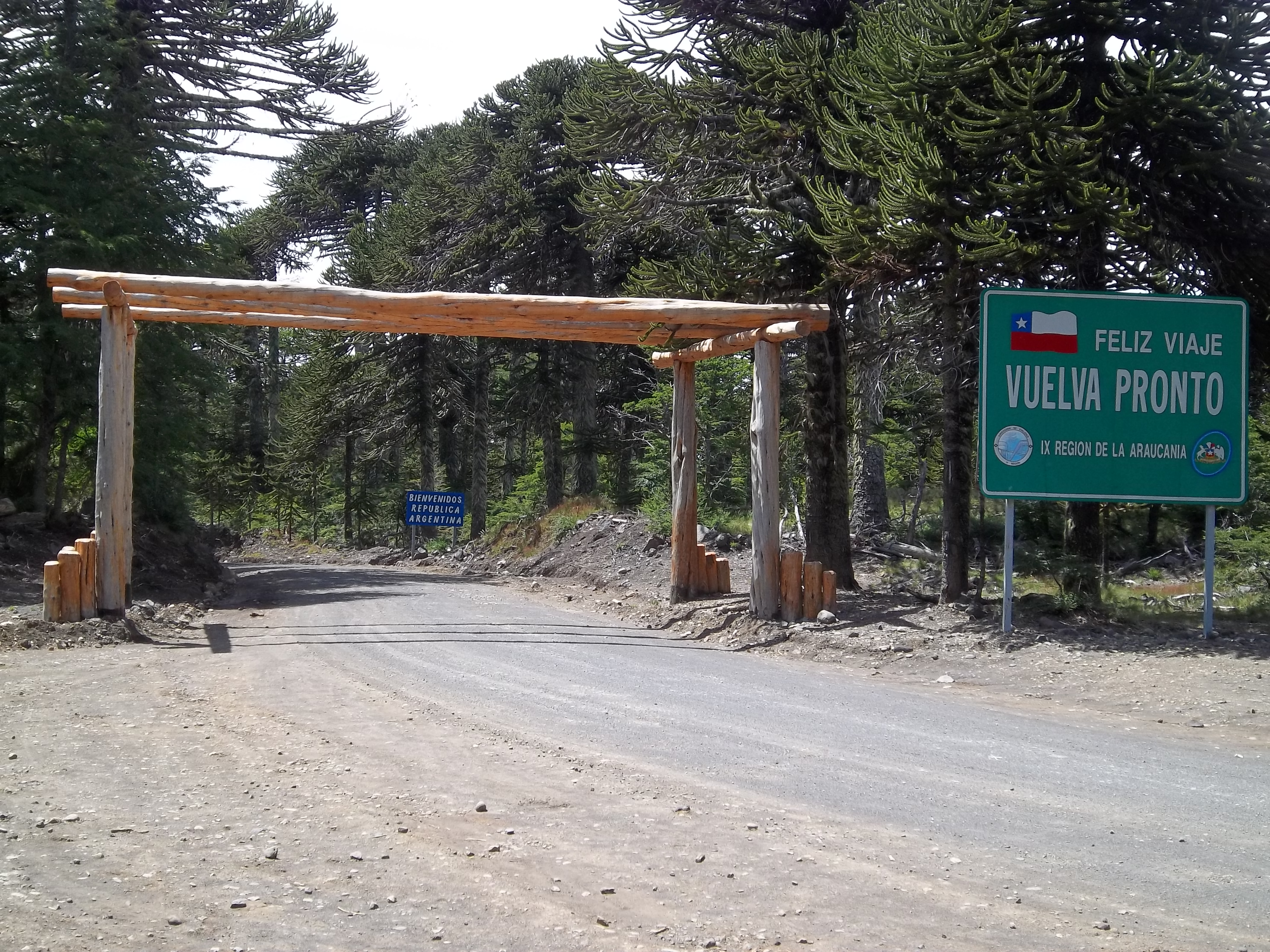
Límite internacional en el paso Mamuil Malal, rodeado por bosques de araucaria característicos del Distrito fitogeográfico del Pehuén. Une las ciudades de Pucón en la Provincia de Cautín, Región de Araucanía, en Chile, con la de Junín de los Andes en Neuquén, en la Argentina. La altitud en el límite es de 1253 El lado oriental se encuentra dentro del parque Nacional Lanín.

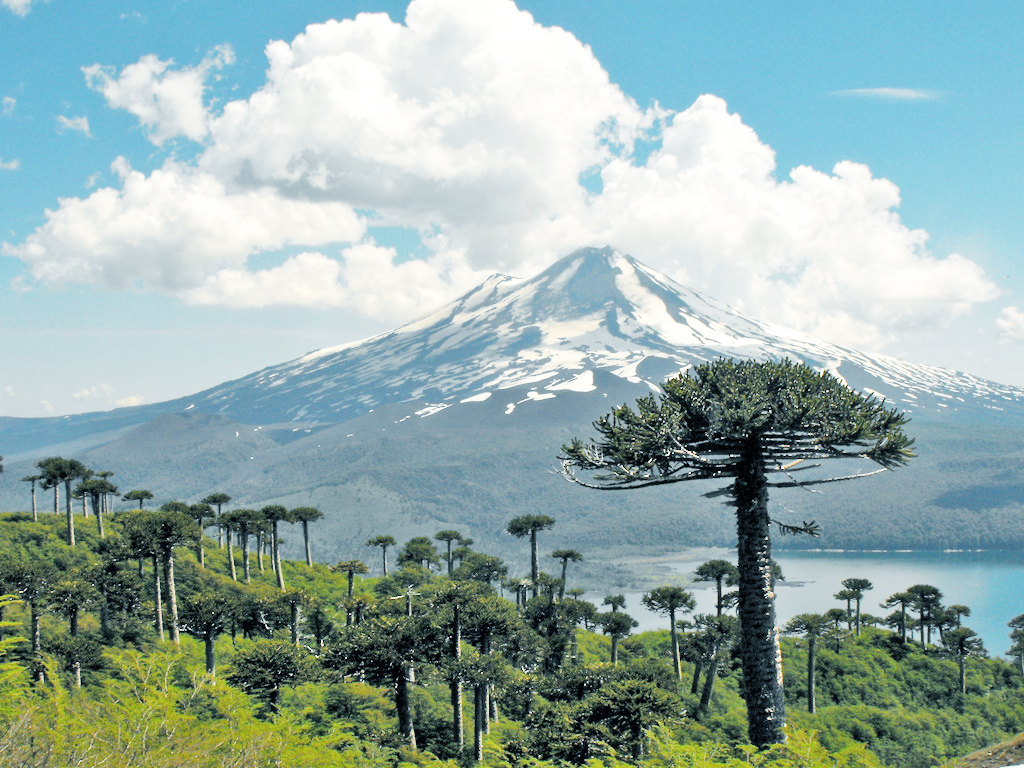
Parque Nacional Conguillío desde Sierra Nevada, con el lago y el volcán Llaima de fondo.

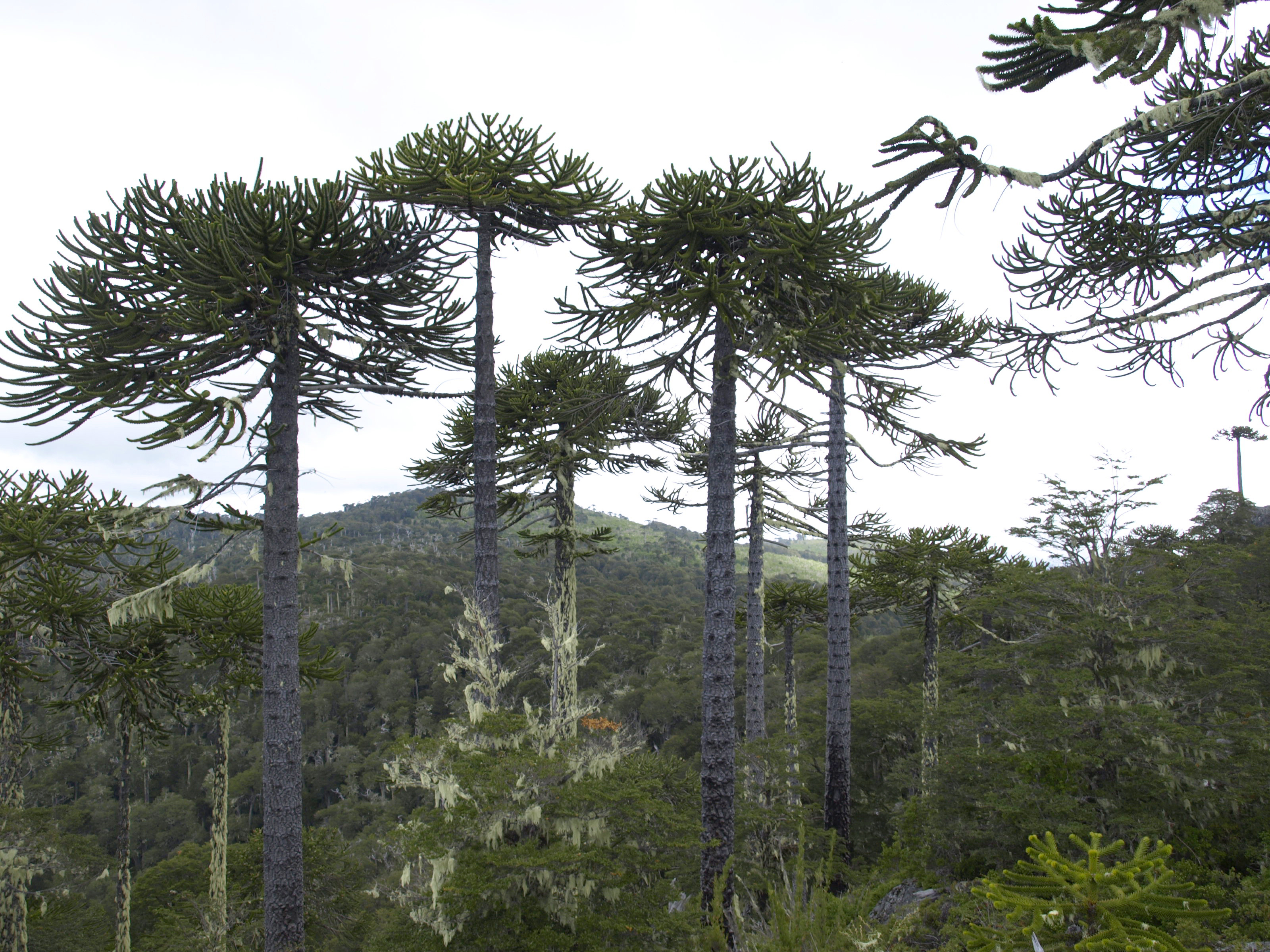
Araucarias en el Parque Nacional Nahuelbuta, en la cordillera de Nahuelbuta. Pertenece al sector occidental de este Distrito fitogeográfico.

El Distrito fitogeográfico Subantártico del Pehuén es uno de los Distritos fitogeográficos en que se divide la Provincia fitogeográfica Subantártica. Se sitúa en áreas del sur de Chile, y una franja lindante del sudoeste de la Argentina, en la provincia de Neuquén. Incluye formaciones de bosques templados mixtos dominados por una enorme conífera: el pehuén.

## Distribución
Según la clasificación de Ángel Lulio Cabrera, este Distrito fitogeográfico se ubica en dos pequeños sectores, uno en ambas laderas de la cordillera de los Andes del sur de Chile, y una angosta franja lindante de la provincia de Neuquén entre 37° S y 40° S del sudoeste de la Argentina, donde es protegida en grandes extensiones del Parque Nacional Lanín.
El otro sector ocupa los sectores de mayor altitud de la cordillera de la Costa, donde se la encuentra en la cordillera de Nahuelbuta, en la Provincia de Malleco, aunque una porción pertenece a la Provincia de Arauco. Este sector está protegido mediante el Parque Nacional Nahuelbuta.
En Chile este Distrito fitogeográfico se distribuye en dos Regiones, la del Bío-Bío y la de la Araucanía en el pueblo de Collipulli; y es protegido en los Parques Nacionales Conguillío, Tolhuaca, Laguna del Laja, Huerquehue, y Villarrica.
La altitud en que se presenta este distrito es siempre sobre los 800 m s. n. m. hasta los 1800 m s. n. m.

## Afinidades florísticas
Este Distrito fitogeográfico guarda estrecha relación con el Distrito fitogeográfico Subantártico del Bosque Caducifolio, al que algunos fitogeógrafos lo reúnen.

## Características
Este Distrito fitogeográfico se caracteriza por presentar un bosque dominado por una notable conífera: el pehuén o araucaria (Araucaria araucana), el cual puede crecer hasta los 50 m de alto.

## Suelos
En el óptimo del distrito, generalmente sobre la cota de los 1000 m s. n. m., los suelos son de buen drenaje, rocosos, arenosos, y con abundante ceniza de origen volcánico.

## Relieve
El relieve es montañoso, con valles y lagos de origen glaciar.

## Clima
Se lo encuentra en clima Mediterráneo frío. En los sectores más característicos, el distrito se presenta en alturas donde la nieve permanece sobre el suelo buena parte del invierno, y generalmente en lugares de bajas temperaturas estivales.
Los acumulados van desde los 750 mm en la zona de contacto con la estepa oriental, hasta casi los 2000 mm.

## Especies principales
La comunidad climáxica de este distrito es el bosque de pehuén (Araucaria araucana) árbol que cuenta con ejemplares enormes de hasta 1000 años de edad. Lo acompañan en menor número la lenga (Nothofagus pumilio), el ñire (Nothofagus antartica), etc. 
Estrato emergenteEl único que en este distrito crece hasta este estrato es el pehuén (Araucaria araucana), el cual crece entre 35 y 45 metros de altura (con ejemplares que llegan hasta los 50 metros) y es casi la única conífera que conforma este bosque mixto junto con las especies frondosas caducifolias.
El doselEs la lenga (Nothofagus pumilio) la que en este distrito forma principalmente el dosel, de entre 10 y 30 metros de altura, por debajo de las araucarias.
Estrato intermedioDe entre 5 hasta 10 metros, este estrato crece por debajo del dosel de lenga y lo conforma principalmente su primo hermano también caduco pero más pequeño y agreste, el ñire (Nothofagus antartica). Puede crecer más alto hasta conformar el dosel en otros distritos subantárticos, pero aquí crece a su altura promedio, bajo los grandes árboles.
Estrato arbustivo o sotobosqueEntre los arbustos, los más conocidos son las berberidáceas, como los calafates (Berberis buxifolia y Berberis empetrifolia), las cañas coligües (Chusquea culeou y Chusquea argentina), Escallonia virgata, Ribes magellanica, etc.
Estrato herbáceoGeneralmente dominado por varias especies de Amancay, como Alstroemeria aurantiaca, orquídeas terrestres, como Asarca, Chiliotrichum rosmarinifolium, Haplopappus glutinosus, Senecio subumbellatus, Pernettya mucronata,Cortaderia pilosa, Quinchamalium chilense, etc.
Estrato epifítico y muscinalAbundan notablemente los líquenes.

## Subdistritos fitogeográficos
A este Distrito fitogeográfico es posible subdividirlo en dos Subdistritos fitogeográficos, separados por el valle Central de Chile.
- Subdistrito fitogeográfico Subantártico del Pehuén Andino.
- Subdistrito fitogeográfico Subantártico del Pehuén de Nahuelbuta.